# 6号機 (パチスロ)
パチスロにおける6号機（ろくごうき）とは、風俗営業等の規制及び業務の適正化等に関する法律第20条に定めのあるところにより、国家公安委員会が定めた遊技機の認定及び型式の検定等に関する規則の2018年2月1日付改正以後に、保安通信協会（保通協）等の指定試験機関によって行われる型式試験に申し込みを行い合格したパチスロ機を指す言葉である。
最初にホールデビューした機種は2018年10月1日より導入が開始された『HEY!鏡』（大都技研）である。

## 概要
5号機より検定基準が厳しくなり、短期〜長期出玉率各項目の上限が抑えられたほか、新たに1600Gの短中期出玉率が加えられて出玉性能が更に制限された。
一方で、5号機末期の5.9号機時代に有利区間の概念を導入した際に、「出玉制限はするのに吸い込み制限はしないのか」という批判が相次いだことから、6号機では短期〜長期出玉率の各項目に下限が定められている。
また、ノーマル機におけるボーナスゲームの最高払い出し枚数も5号機の最大480枚から最大300枚に規制強化されており、獲得枚数は1枚掛けの場合、280枚が最高となる。
5.9号機時代の内規として採用された有利区間の概念も引き継がれ、一回あたりの有利区間の長さは最長で1500G（後に最大4000Gまで、スマスロでは無制限に延長）、出玉は最高で2400枚（後に差枚数2400枚に変更）の制限が新たに追加されている。
一方で、5号機時代の自主規制が一部撤回され、AT機の開発が可能になり、1G当たりの純増枚数制限が2.0枚から無制限となったほか、通常区間と有利区間の滞在区間比率が撤廃されたため、遊技の大半を有利区間とすることにより天井機能が復活した。これにより、一撃の出玉には制限はあるものの、5号機時代より短時間でまとまった出玉を獲得することが出来るメリットもある。さらに、有利区間終了後の通常区間から有利区間へ移行した後の滞在区間を引き戻しゾーン、もしくは有利区間に移行した段階で大当たりがスタートすることが可能となったことで理論上は一撃2400枚以上を超え、一撃の上限が定められていないシステムが可能となった。
6号機は業界内外からの期待を持って登場したが、5.5号機時代の型式試験方式を引き続き採用したために、登場当初は初当たりが非常に重く、初当たりまでの初期投資が多い割には出玉性能が低下したため、ユーザーからの支持は得られず、ホール側もコイン単価の低さから支持されなかった。後に、6.1号機より段階的に規制緩和が施行され、最大出玉が差枚数2400枚に変更された6.5号機以降はヒット作が出たことやコイン単価の上昇も相まってホール、ユーザー双方に評価されつつある。
一方、ノーマル機については、選択肢の少なさからユーザーには支持されてはいるものの、ホール側にとっては6号機の厳しい出玉率と2020年以降のコロナ禍の影響により、依然として運用が厳しい状況である。
6号機からは、型式名の先頭にSを付けることが義務付けられている。なお、スマートパチスロ(スマスロ)では、型式名の先頭にSではなくLを付けることが義務付けられている。

例「SアイムジャグラーEX-TP」「S/CCエンジェル/CA」「S ANEMONE FF」

スマスロの例「L HEY!エリートサラリーマン鏡」

## 歴史

### 6号機初期
6号機として登場した最初の機種である「HEY!鏡」は、1Gあたりの純増枚数が最高でも3.0枚であった5号機のATと比較し、1Gあたり5.0枚と発表され注目を集めた。しかし、後述の短期出玉率上限に抵触しないよう、AT引き戻しゾーンでは出玉が減少し、トータルで判断すると1Gあたり2枚程度に落ち着いている。6号機初期には、このような瞬発力のあるATゾーンと出玉が減少する出玉減少区間を繰り返す台が見られた。
その後、2019年3月に大都技研より登場した「Re:ゼロから始める異世界生活」では、1Gの純増枚数が8.0枚と、4号機時代に匹敵するような超高純増機が登場。この機種ではAT中の出玉減少区間はなく、一度大きく上乗せをすれば300Gあまりで有利区間を完走できる（2400枚を獲得出来る）機種として人気となった。しかし、メインAT突入を掛けたCZがほぼ規定ゲーム数の消化からしか発動せず、加えて有利区間開始ゲームからの200ゲーム間前後はCZ当選規定ゲーム数の振り分けが非常に少なく、確定役やフリーズ等を除いて当選が非現実的な無抽選区間を設置しており、これを出玉減少区間と兼ねるかたちで設置して克服している。
しかしながら、6号機の高純増AT機は後述の短期出玉率上限に抵触しないように作る必要があることから、ATの種類に応じて押し順ナビ発生率を変えて純増枚数のスピードを変える「純増変動型AT機」が登場。このタイプでは、出玉減少区間や無抽選区間なしで、高純増ATを実現しているが、1600G出玉率上限に抵触しないように作る必要があることから、AT後に直ぐに当たる機種を作ることは非常に困難であった。
2019年後半になると、短期出玉率上限をほぼ無視出来る純増3枚前後の低純増AT機の機種が登場し、以降は低純増AT機が6号機の主流となる。
低ベースAT機の登場
6号機のAT機は、長期出玉率の下限規制をクリアするためにコイン持ちが千円ベースで50回転前後の高ベース機が多いが、一部では5号機時代のゼロボーナスとアクセルATを応用し、千円ベースで35〜40回転前後の低ベースAT機も登場している。これらの台は、「ペナルティボーナス」を搭載することで、長期出玉率17500G下限60%をクリアしている。
ペナルティボーナスは、一部のリールフラグで当選しやすく、ペナルティボーナス中はコイン獲得と減少区間を繰り返し、規定枚数獲得で終了する。また、ペナルティボーナスはコインが減少するだけでなく、天井ゲーム数が延長されたり、最悪天井ゲーム数がリセットされるなどの影響がある。メーカー側の説明不足も相まって、5号機に慣れ親しんだユーザーや初心者には不評で、ホールでは混乱を来たす原因となった。
一方で、ペナルティボーナスにはメリットもあり、低ベースAT機本来の吸い込みを抑制する役割も持っていること、出玉試験では全てのボーナスを最速で揃える規定を逆手に取りペナルティボーナスを複数回当選することで試験での機械割を下げる効果が見込めるためAT機に置いては積極的に導入され、同様に1ゲーム完結のシングルボーナスでも小役割合を低下させることができることから「Sディスクアップ」などに代表されるA+AT機において採用されている。
その後、「天晴！モグモグ風林火山 全国制覇版」（NET）では、押し順ナビ1枚役でペナルティボーナスを回避する方法が確立し、以降の機種でこの方法が採用された。

### 6.1号機
高ベースAT機が軒並み不評だったこと、ペナルティボーナス搭載ベースカットAT機のトラブルが頻発したことから、6号機の問題の是正を目的に、6号機の仕様から一部改訂された6.1号機が制定された。
主な改訂内容はペナルティ規制の緩和、リール・ボタンの演出の緩和、擬似遊技の復活等である。ベースカット対応ナビを搭載することにより、前述のペナルティボーナスを搭載する必要がなくなり、低ベースAT機の開発も可能となった。6.1号機の最初の機種は、2020年8月にホール導入される『戦国コレクション4』（コナミアミューズメント）である。
また、6.1号機ではベースカット対応ナビを搭載せずに、いわゆるリアルボーナスを搭載したA+AT機が登場した。このタイプでは、リアルボーナスの出玉分を通常時にベースカットすることで初当たり確率を改善しており、従来のA+ART機に近い打感を実現している。

### ノーマル機の登場
AT機以外のノーマル機、ART機については、前述の通り、5号機時代よりボーナスゲームの払い出し枚数が減少しているため、6号機の登場当初から2020年まではごく僅かにとどまっていた。
5号機の完全撤去が2021年11月（後に2022年1月に変更）に決まったことにより、5号機ノーマル機との入れ替えが迫った2021年より各社から登場するようになる。

### 規制緩和へ
6号機は登場当初から5.5号機時代の保通協の実射下限試験をそのまま採用したため、高ベースで初当たりが重い機種が非常に多く、AT機は当選率を軽くするために突破型ATの機種を作る以外に方法が無かった。また、低ベース機を作るにしてもペナルティボーナスを搭載する以外に抜け道が無かった。
6.1号機のAT機に至っては、ペナルティ規制緩和によって通常時のナビ役でのベースカットが可能になったものの、出玉性能は6号機初期の機種から改善したとは言い難く、吸い込みと出玉のバランスがかえって悪化した。6.1号機のペナルティ規制緩和が現行の試験方式では無意味となっていたからである。
更に、6号機特有の突破型ATのハードルの高さ、1600G出玉率上限及び最大獲得枚数2400枚までという出玉性能の厳しさによるユーザーの不満が非常に多く、高純増機はAT終了後の無抽選区間の存在によって即ヤメ放置が常識となった。また、高ベース機ゆえのコイン単価の低さによってホール側は利益を稼ぎにくくなり、利益を出すための低設定の投入割合が高くなることも相まってパチンコと比較してパチスロ全体のの稼働低下が深刻な問題となっていた。
そのための打開策として規制緩和を打ち出すことになる。2020年10月15日より保通協の実射下限試験が従来のフリー打ちから旧5号機AT機以前の押し順ナビに従う形へ戻ることになった。
背景として、それまでのフリー押しによる試験ではベースカットに限界があること、さらなるベースカットの実現には旧5号機で主流となっていた第一停止を左リールに固定させ、それ以外の遊技についてはペナルティを実装する必要があったためである。

2014年9月16日の変更時は、高射幸性化が進んだ旧5号機AT機を規制するために行われたが、抜け道として高ベースAT機の開発を許すこととなり、5.5号機では「通常遊技中の最低シミュレーション出玉率が1未満」というルールを制定してまでAT機を完全消滅。結果的に、5.5号機以降は初当たりが重くなり、ART機では2.0枚以下に抑えられた純増枚数に加えてARTの準備期間に伴う出玉減少の存在が、6号機のAT機に至っては突破型ATの存在と高純増機特有の出玉減少区間の存在が多くのユーザーには受け入れられなかったのである。また、高ベース化により5.5号機以降はコイン単価が下落したことで、ホール側は利益を稼ぐために低設定メインで稼働した結果、パチスロのユーザー離れを引き起こす要因にもなった。
型式試験の変更により、以降通過した機種では1枚役等でのベースカットが可能になったことによってベースカットナビ役が不要となり、初当たり確率の改善、吸い込みと出玉のバランスが従来機種と比べてある程度は改善され、コイン単価の下落に歯止めがかかるようになる。これによって、5号機並みの低ベースとコイン単価を可能にした機種が登場するようになるが、それと引き換えに、従来の変則打ちではペナルティ扱いとなるため、ペナルティ回避方法を遊技客に開示する必要がある。

### 「設定L」の登場
6号機は短期～長期出玉率各項目の上限だけでなく下限も厳しく規定されたことにより、5号機時代よりも検定基準がさらに厳しくなっている。さらに、型式試験を受けるための必要な経費が非常に高く、再試験になるとさらにコストがかかるため、特に中小メーカーにとって型式試験を少ない回数で合格するか否かは経営問題にも直面する。
その対策として考えられたのが、6段階設定のうち1つの設定を犠牲にして意図的な出玉設計をすることによって型式試験における最低設定の試験対策をするという方法を模索し始めたのである。この犠牲にした設定は、開発者側が意図的に出玉が出ないように機械割を抑えており、かつ6号機で規定されている下限域を下回らないような出玉設計になっている。また、出玉に直結する各種抽選の確率も低く抑えられており、6号機で規定されている出玉率上限にも引っ掛からない。これにより、型式試験において適合率を上げやすくなり、他の設定に高い機械割や大きな出玉フラグを割り当てることが可能となり、初当たり確率や出玉バランスが従来の6号機と比べて改善されている。
この設定は「設定L」と呼ばれており、三洋物産は当初「設定-」という名称を使用していた。6号機の短期出玉率の関係で、設定Lは基本的に低純増機に搭載されており、完全無抽選区間の導入が必須の高純増機に搭載されている機種は少ない。過去には発売予定だった『Sマクロスフロンティア4』（三共）は高純増機ゆえの完全無抽選区間の存在と設定L示唆無しがユーザーからの反発を招き、発売中止に追いやられたが、後に『Lマクロスフロンティア4』（三共）として6段階設定・純増可変型AT機での発売予定に至っている。
試験対策用設定自体は5号機時代から採用されてはいたが、6号機時代に入って初めて採用されたのが『Sアイドルマスター ミリオンライブ！』(ビスティ)である。この機種は設定2を意図的な出玉設計にしたために、設定2確定演出を用意出来なかったことなど作り込みの甘さが目立ち（但し、スイカ当選率やバレンタインデー画面示唆等で設定2の判別は一応可能）、ホール側が回収台として設定1ではなく設定2を使用したことも相まってユーザーからの反発を招いたのである。
その後、『S鬼浜爆走紅蓮隊 狂闘旅情編』（ベルコ）ではさらに機械割を下げ、通常の設定とは見た目が異なる「設定L」が用意された。設定Lの機械割が4号機時代の設定1よりもさらに低い仕様であることから、設定L使用時は下パネル消灯等で分かりやすい対策をしており、ユーザーが触らないように配慮をしている。
この設定Lは検定を通すためのもので、ホールでの運用を想定していないイレギュラーの設定であり、運用するにしてもホール側のモラルが問われることになる。設定Lの運用によりSNS上で拡散されて、店のイメージダウンに繋がるリスクを伴うからである。
設定Lの登場当初は、スタッフの知識不足や設定変更ミスにより、設定Lを使用するホールが実際に全国各地で見られた。結果的にホール側のモラルを疑う事態が発生することとなったが、2023年現在では設定Lがユーザーに認知されたことやホール側の対策効果もあり、そういった事態は減少している。
後述の6.2号機以降は、設定Lを搭載した機種が複数登場するようになったが、設定L搭載機は低設定(設定L)と高設定(設定6)のみで型式試験の適合率を上げているため、それ以外の設定は無法地帯であり、特にスマスロでは顕著となっている。ホール側からすれば設定運用が難しく、ユーザー側からすれば設定が入らないと遊べるスペックではないことから、2023年に『L北斗の拳』（サミー）が登場するまではヒット作に恵まれなかった。

### 6.2号機
6.1号機時代に規制緩和が行われたが、それでも不十分であったことから、2021年4月に内規変更が発表され、有利区間が最大1500Gから最大3000Gまで拡張された。
6.1号機とのスペックの違いから、有利区間最大3000G採用の機種は6.2号機という名称が与えられることとなった。有利区間内での最大獲得2400枚は据え置きとなる。
6.2号機では最大3000Gまで有利区間が拡張されたことにより、純増2枚前後の超低純増機種やART準備期間が必要なART機でも、ゲーム数上限により強制終了されることなく有利区間内で枚数上限のメダル2400枚を取り切ることが可能になった。また、6号機のゲームシステム破綻の元凶となっていた突破型ATはCZとすることにより、有利区間内で1回以上のメインAT当選を保証することが可能になった。
その一方で、有利区間ゲーム数が延長したことで、機種によっては5号機時代のAT機より天井ゲーム数が深くなっており、通常時に深いハマりが発生すると有利区間の枚数上限2400枚以上に凹んでしまうことも発生するようになってしまった。しかし、そのおかげで有利区間のリセット後に即当たりを発生させても、機械割は一定の範囲に収まるようになった。
現に、有利区間突入直後がCZなどの実質的な引き戻しゾーンになっている機種も多く見られ、有利区間の完走後、引き戻しの即当たりから再び完走といったループに期待できるようになったため、「一撃で2400枚以上出ない」「有利区間が切れたら即ヤメ」という6号機に対するイメージが払拭されつつある。

### 6.5号機
有利区間が3000Gに延長された6.2号機では、深いハマりが発生してしまうと有利区間完走しても凹んだ分の枚数を出すことが不可能であり、特に低設定では吸い込みと出玉のバランスが完全に崩壊してしまったことから、2021年12月には内規が変更され、有利区間内での最大獲得枚数がMY2400枚から差枚数2400枚に変更された。
後に6.5号機の概要が発表され、有利区間ゲーム数が最大で4000Gまで拡張され、有利区間内での最大獲得枚数が差枚数2400枚に変更となった。また、6.4号機より通常時における有利区間ランプ点灯は義務から任意へと変更されていたが、6.5号機にて改めて正式に任意となった。
後述のスマスロ導入時期にあわせ、新たにコンプリート機能を搭載。電源投入後、最大獲得19000枚到達で打ち止め機能発動となり、一度コンプリートが発動した場合は設定変更することでしか解除ができない。6.5号機初期の機種では、コンプリート機能搭載の有無は任意で可能だったが、2022年4月以降申請の機種ではコンプリート機能の搭載が必須となった。
最大獲得枚数が差枚数2400枚になったことで、有利区間内において2400枚を超える一撃出玉の獲得が可能となり、従来の6号機と比べて波の荒い仕様となった。初当たりが重い低設定でも(設定Lでなければ)有利区間で完走すれば同一有利区間内で凹んだ枚数分は一度のボーナス(AT)で捲ることも可能になった。
また、6.2号機以前はAT終了後に有利区間が終了する機種が多かったが、6.5号機時代に入るとAT終了後も有利区間を引き継ぎする機種が多くなり、有利区間終了後の有利区間再突入時にATから開始することで、有利区間を跨いでATが継続するいわゆる「貫きスペック」の機種が開発されるようになった。
6.5号機は2022年6月より登場したが、7月に入ると『S犬夜叉』（クロスアルファ）、『Sアクエリオン ALL STARS』（三共）、『S甲鉄城のカバネリ』（サミー）の登場により、これまで低迷していたパチスロの様相が一変。従来の6.2号機よりも一撃出玉性能が高く、6.5号機の選択肢が非常に少なかったことも相まって、これらの機種に人気が集中した。
以降も『S新鬼武者2』（カプコン）、『SバイオハザードRE:2』（アデリオン）といったいずれも人気版権で知名度が高い機種が登場している。
しかしながら、6.5号機は後述のスマスロと比べて「有利区間ゲーム数の縛り」というハンデがあることから、「貫きスペック」非搭載機種や納期に間に合わせるために急遽6.5号機向けに開発された初期の機種は、スマスロの登場以降次第にフェードアウトしていくことになる。『S甲鉄城のカバネリ』（サミー）等の「貫きスペック」を搭載した機種は2023年現在においても根強い人気があり、パチスロの主流は「貫きスペック」を搭載した6.5号機の一部機種とスマスロへと移行することになった。

### スマートパチスロの登場
2021年10月1日に内規変更が発表され、同日より保通協試験へのメダルレス機の持ち込み申請予約が開始された。後にメダルレス機の正式名称はスマートパチスロとなり、スマスロの愛称として2022年11月21日より登場。
スマスロは、メダル枚数やクレジットを専用のカードリーダーユニットとパチスロ機で管理することにより、メダル不要でプレイ可能なのが特徴である。また、スマスロでは機種個体別に固有IDが与えられており、認証確認のためにインターネット接続が必須となる。
スマスロではメダルを入れる作業が無くなり、その分の時間をプレイに回せること、メダル詰まりやホッパーエラー等の機械トラブルが起きにくく、保守管理が従来機と比べて簡易化される、一部のホールで導入されている玉やコインの循環や保管・洗浄ユニットのような大型設備が不要、前述の大型設備が導入出来ない中・小規模店舗でも導入しやすいというメリットがある。一方で、専用のカードリーダーユニットが別途必須、インターネット環境が必須のため、初期導入コストがかかるというデメリットがある。
スマスロは内規上6.5号機扱いとなり、有利区間のゲーム数上限が撤廃され、メダル機も併せてコンプリート機能搭載が必須となった。従来通り有利区間から通常区間への転落の概念は残り、最大獲得枚数が差枚数2400枚は据え置きとなっているが、有利区間のゲーム数上限が撤廃されたことにより、通常区間への移行が差枚数2400枚到達に限定されることになったため、有利区間の頭に期待枚数の高い出玉トリガーを置いてATに復帰させる「貫きスペック」の強化版が標準仕様となったことから、有利区間の完走を繰り返すことで一撃で万枚達成するケースが多くみられるようになった。

### 6.6号機
有利区間が4000Gから6000Gへ延長された等の変更に留まっている。今回の内規変更は現在でも根強く残っている30パイ市場等に対する意味合いが強い。
一方で、ノーマル機では新たに「ボーナストリガー」を発表。正式名称は「規定数固定機能」。これについては、ノーマル機の1回のボーナスにおける最大出玉が300枚以上出ないという不満が業界内外から続出し、1回のボーナスで300枚以上出すことが可能な機種を出すにしても、現行の法規を改正する必要性から、代替案として策定されたものである。
ボーナストリガーでは、2枚掛けもしくは1枚掛け遊技時のボーナス確率が3枚掛け遊技時と比較して大幅に高く設計されているが、ユーザー自身が遊技枚数を選択することは一切出来ず、ボーナスの種類に応じて終了後の遊技枚数が次回ボーナスまで固定される。このため、3枚掛け区間で2枚掛けや1枚掛けで遊技したり、2枚掛けや1枚がけ区間で3枚掛け遊技することは出来ない。
基本的には通常時は3枚掛けで固定され特定のボーナス終了後に3枚掛けから2枚掛けもしくは1枚掛け固定遊技状態のBT区間に移行する。BT区間中に成立したボーナスの種類に応じて終了後BT区間を再度ループしたり、3枚掛けの通常時に戻るといったゲームシステムとなっている。
なお、ボーナストリガーではATやRTは搭載することが出来ず、純粋なボーナスタイプであることが条件となる。またボーナスはオートJACタイプの機種に限定されており、マニュアルJACタイプの台もボーナストリガーを採用することは出来ない。

## 主な仕様上の特徴

### 風営法による出玉率規制による影響
- 短期出玉率400G上限220%による影響（5号機は300％）

ノーマル機の払い出し枚数の大幅低下。AT機の純増枚数に影響し、高純増AT機ほど影響を受ける。低純増AT機には影響が少ない。
高純増AT機では短期出玉率と後述の短中期出玉率をクリアするために出玉減少区間を設置してトータル純増枚数を上限の範囲内に収めているが、一部の高純増機では、有利区間開始ゲームからの100〜200ゲーム間前後は当選すら不可能な無抽選区間を出玉減少区間と兼ねるかたちで設置して克服する台も登場している。2020年10月以降の型式試験をパスした高純増機では、低ベース化に伴って無抽選区間のゲーム数が短縮している。
一部機種ではATの種類に応じて押し順ナビ発生率を変えて純増枚数のスピードを変える「純増変動型AT機」がある（例えば、基本は低純増で疑似ボーナス中のみ高純増など。）。この場合、出玉減少区間や無抽選区間なしで、高純増ATを実現できる。
- 短期出玉率400G下限33%による影響（5号機は設定なし）

33%という数値は毎ゲーム3枚インに対して1枚払い出しした場合の数値を基にしている。5号機時代は吸い込みスピードの速いアクセルAT機が登場しており、アクセルATを封じるために設定されたと言っても差し支えはない。これにより、6号機ではアクセルAT機の開発が事実上不可能となっている。高ベース機が多い6号機初期の機種では影響は少ない。
- 短中期出玉率1600G上限150%による影響（5号機は設定なし）

AT機の一撃獲得枚数に大きく影響。有利区間の数値はこれに基づいた仕様となっており、有利区間内での最大獲得枚数が2400枚に設定されているのはこのためである。一撃2400枚の出玉 獲得では1600G上限150%をオーバーしてしまうが、有利区間完走後に減少区間を挟むことにより上限内に収まる。ただし、1回の有利区間内で2400枚を確実に取り切れる（＝完走できる）機種ばかりとは限らず、よほどの引きがない限りその枚数に到達するまでに有利区間が終了してしまう機種も多い。
6.5号機以降の機種では、最大獲得枚数が差枚数2400枚に変更されたことによって、一撃2400枚を大きく超える出玉獲得が可能となったが、これについてはインの枚数を差し引いた上で、有利区間完走後の出玉減少区間のマイナス分も含めると、法規で定められている出玉上限の範囲内に収まる。
- 短中期出玉率1600G下限40%、中期出玉率6000G下限50%による影響（いずれも5号機は設定なし）

5.5号機時代に登場した『BLOOD+』と『ラストエグザイル 銀翼のファム』は天井無しとハマりゲーム数は実質青天井で、5.9号機に至っては有利区間の概念により完全にハマりゲーム数が青天井だった反省から新たに設定された項目である。後述の長期出玉率17500G下限60%により、高ベースの6号機初期の機種及び通常ベースの機種では影響は少ないが、沖ドキなどの5号機のアクセルATに代表される低ベース機種の開発が難しくなっている。
設定L搭載機種では、設定1が適合率クリアのための対象設定ではなくなったため、特に低設定ではこれらの下限値を大きく下回るハマりが全国のホールで発生しており、スマスロでは特に顕著となっている。
- 長期出玉率17500G下限60%による影響（5号機は55%）

6号機初期のAT機は、ペナルティボーナス搭載機種を除き、千円ベースで約50G回転前後と5.9号機と比べてコイン持ちが良い高ベースAT機となっている。ベースが高いために初当たりが重く、当選率を下げるために獲得枚数が少ない突破型ATの機種を多く登場させて、6号機の人気低下の元凶と言われているが、これについては5.5号機時代の実射下限試験方式を6号機においてもそのまま採用したためである。

### 内規による影響
- 有利区間の概念による影響

5.9号機時代に採用された有利区間の概念は当初から大不評で、出玉制限と当選ゲーム数青天井の元凶となっていた。6号機では短中期出玉率1600G上限150%によって一撃2400枚獲得は不可能なので、制限という名の救済措置という意味合いが強い。機能は5.9号機時代のものを一部改訂した上で踏襲している。機種によってはボーナス当選後も有利区間を引き継ぐものもある。これにより、『パチスロ魔法少女まどか☆マギカ』（メーシー）の「穢れシステム」に近似したシステムのメリットが無くなる。当初からこのシステムを潰すことが導入目的とされている。
スマスロの登場によって有利区間ゲーム数が無制限となったことで、有利区間ゲーム数の縛りから開放されるようになったが、獲得枚数の縛りが残ったことと、有利区間システムの複雑さから不満解消までには至っていない。
- 天井機能復活による影響

天井による恩恵は機種にもよるが、純増枚数と残り有利区間ゲーム数と出玉制限も考慮する必要がある。大抵の機種は有利区間移行後700G〜800G前後に設定されている。また、有利区間引き継ぎに対応した機種の場合は1000G付近で天井ボーナスないし天井CZが当選するものが多い。有利区間の残りゲーム数が限られることもあり、全体的に5号機時代と比べてメリットは少ない。
初当たり確率が設定差によって大きなバラツキがあり、高設定では早いゲーム数で当選しやすく6号機特有の安定した出玉性能となっているが、低設定では5号機以上に重い初当たり確率に加えて天井ゲーム数まで行きやすく、なおかつATに突入しなければ僅かなコインしか得られない台が多く、終日を通しては極めて勝ちづらい仕様となっている。
6.2号機以降は有利区間ゲーム数が延長されたことによって、天井到達までのゲーム数が深くなったものの、最低1回分のATは補償されるようになった。
- コンプリート機能搭載による影響

6.5号機の一部とスマスロに導入されている。元々、出玉制限という縛りがある6号機では、コンプリート機能搭載によるデメリットは少ないが、スマスロに代表される一部高純増の機種及び有利区間再セット時に大きな恩恵を得られる機種については電源ON時から計測して最大19000枚にてコンプリートとなり、打ち止め機能が発動し過剰な出玉を獲得することは不可能となっている。